# 宁波大剧院
宁波大剧院，是浙江省宁波市的一座剧院，是宁波市八大文化设施之一，于2001年7月24日开工:20，2004年5月22日首次启用，7月24日开始首场演出，9月2日正式启用。大剧院占地13.6万平方米，建筑面积71347.45平方米，由法国何斐德公司设计，建筑造型如同大海中的贝壳，顶部弧线犹如蝴蝶伸展着双翅，大剧院东南侧为雕塑文化广场，南面主入口有一条宽80米、长130米的阶梯，并配有跌落式水池，通过阶梯可到达露天平台，可欣赏音乐喷泉，大剧院设有大剧场和多功能中剧场两个剧场:5869-5870。

## 设施

### 大剧场
大剧场分正厅一层，楼座二层，楼座三层，按意大利传统设计的歌剧院形式设计，两层楼座由马蹄形的圆弧相叠形成，可容纳1508人观看，一楼座位768人，二楼楼座315人，三楼楼座425人，观众和舞台最远距离为35米，每一个座位的视线均由英国舞台设计公司经过视线分析，保证每一个座位的视线，马蹄形的歌剧院让大剧场有特殊的向心力，使每一位观众如同在舞台前缩短观众与舞台的距离，内部以木饰面为主要材料，褐色的瑞士梨木包着马蹄形的弧形扶手楼座，使整个大剧场的感觉非常温馨，与前厅的石材形成强烈的对比，更戏剧化地表现了建筑空间，座椅为流线型设计，靠背以圆弧为主，两侧的扶手及背后的支撑均是弧线结合，深褐色的瑞士梨木更与墙木结合为一，形成一个整体感强烈的设计，1508个座椅充分满足了观众在看演出时的舒适感，声学方面，由法国徐氏声学艺术顾问事务所设计，以自然声源为主，观众厅的体积控制在每座7.7立方米，而总体积为11600立方米，中频（满场）的混听时间为1.3秒，歌词清晰而圆润。

### 多功能中剧场
多功能中剧场设有800个座位，可满足服装表演、歌唱、跳舞、召开中型会议、举行婚礼等多种表演功能，多功能中剧场的座椅及地板均为活动与升降结合地板，使多功能厅在很短的时间内可做800人的阶梯会议，又可马上变成全平面、举行婚礼的场所，多功能厅区面积约851.6平方米，舞台18米×25米，侧台18米×5米，并带有相关辅助设施。

### 舞台
舞台采用品字型镜框式舞台，分为主舞台、左右侧台和后舞台四个场景的工艺布置，剧院台口18×12米，主舞台宽32.6米，进深22.6米，面积约736.6平方米，设有5块主升降台；左、右侧台宽18.6米，进深22.6米，面积约420.36平方米，各设有4块车台；后舞台宽22.5米，进深21米，面积约472.5平方米，设有1块车载转台；右侧舞台后方设有1块运景升降台；在主舞台与侧台之间左右各设有4块侧辅助升降台；在主舞台与后舞台之间设有1块后辅助升降台；车台下方对应位置均设有同等数量的车台补偿台；车载转台下方设有5块后台补偿台；台口前设有乐池升降栏杆及乐池升降台。主舞台上空布置5道灯光吊杆、10台灯光吊笼、51道电动吊杆、15台单点吊机、2道二道幕、1台大幕机、4道侧吊杆、1道天幕等吊挂设备，供演出时使用。另外还有1套活动台口、1台防火幕及活动式反声罩等舞台机械设备。侧舞台上空布置各有4台轨道吊机，后舞台上空设有4台轨道吊机、5道电动吊杆等。

## 部分活动
2021年5月5日，2021年度中国（宁波）大运河国际钢琴艺术节暨郎朗杯钢琴大赛在宁波大剧院拉开帷幕。

## 相关事件

### 受贿事件
宁波大剧院由龙元建设宁波分公司中标，但工程经过层层转包，造价也由预算的5亿元增长到6.1亿元。2005年，龙元建设高管行贿案发，宁波广电、城建及规划系统多名官员涉案，时任宁波市委副书记徐福宁成为涉案的最高级官员。